# Hiw (Vanuatu)
Hiw (o Hiu) è un'isola dell'Oceano Pacifico, la più settentrionale dello Stato di Vanuatu. È situata a sud di Vanikoro nelle Isole Salomone. Hiu è la più estesa delle Isole Torres nella provincia di Torba. Ha un'area di 51 km². Il punto più elevato è Monte Wonvara alto 366 metri sul livello del mare.
Su Picot Bay si aprono le grotte Yöyenwu ricche di stalattiti, stalagmiti e pitture rupestri.